# لدبوریت

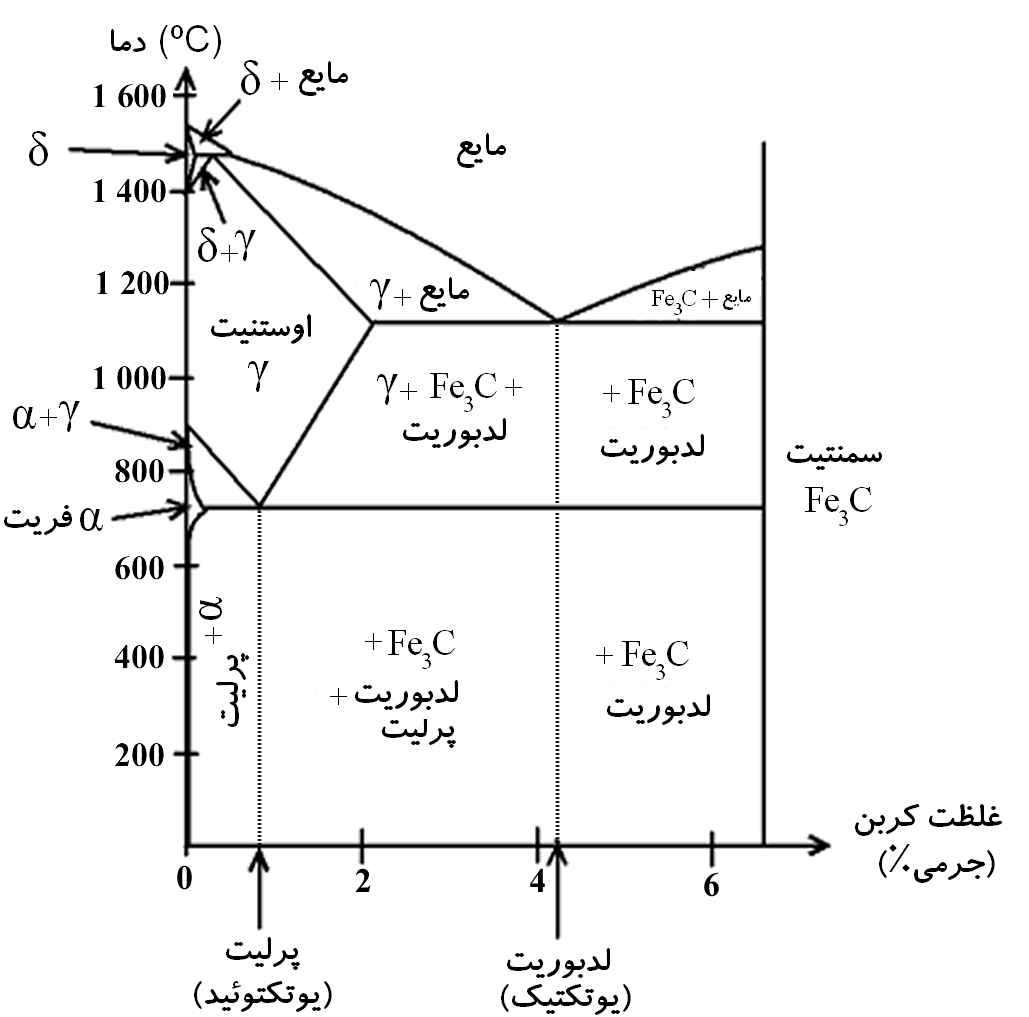
نمودار فازی تعادلی آهن-کاربید آهن

لدبوریت (به آلمانی: Ledeburit) به مخلوط یوتکتیکی اوستنیت و سمنتیت گفته می‌شود که از مذابی با ۴/۳ درصد کربن در دمای ۱۱۴۷ درجه سانتیگراد تحت یک واکنش یوتکتیکی حاصل می‌شود.
از آنجایی که اوستنیت در دمای محیط پایدار نیست و بر اساس یک واکنش یوتکتوئیدی به پرلیت تبدیل می‌شود، بنابراین ساختمان لدبوریت در دمای محیط به صورت پرلیت و سمنتیت خواهد بود.
نام این ساختار از کارل هاینریش آدولف لدبور متالورژیست آلمانی گرفته شده‌است.